# 王之士
王之士（1536年—1592年），字吉甫，號少菴，山東承宣布政使司濟南府鄒平縣（今山東鄒平市）人，明朝政治人物。

## 生平
隆慶元年（1567年）丁卯科山東鄉試第四十七名舉人。隆慶二年（1568年）中式戊辰科進士。授潁州知州，治行为江北第一，任满，擢南京户部员外郎，歷官至寧國府知府，以外艱歸，服闋，補廬州府知府，在任三年，降補保定府同知，升任直隸河間府知府，為官有聲譽。萬曆二十年考察去職。尋卒，年五十七。

## 家族
曾祖王晟，壽官；祖父王誥，號黄山，鄢陵教諭；父王陽，號復菴；母孫氏。重庆下。弟之賢、之才。